# Templul din Luxor
Templul din Luxor este situat în prezent pe teritoriul orașului Luxor de pe malul Nilului, Egipt. El a fost construit în cinstea zeului Amun în perioada Imperiului Nou.

## Istoric
Templul a fost clădit din material de construcție refolosit (spolia). Templul inițial, capela, a fost ridicată în timpul domniei faraonului Amenhotep al III-lea din dinastia a XVIII-a. Faraonul Amenophis al III-lea lasă să se clădească în timpul lui sanctuarul situat în partea sudică a templului, sala de coloane urmând să fie construită în timpul domniei faraonului Amenophis al IV-lea, când s-a renunțat la cultul lui Amon. Construcția sălii de coloane este continuată sub Tutanchamun și Haremhab.
În timpul lui Ramses al II-lea va fi construit coloana cu obeliscul, iar în timpul lui Nektanebos I se realizează curtea cu piloni.
Alexandru cel Mare lasă să fie reclădit sanctuarul, astfel că în loc de patru coloane care susțineau acoperișul a fost o construită o capelă. In timpul romanilor templul va fi integrat într-o fortăreață, iar în perioada creștină în interiorul templului se vor construi patru biserici.

## Galerie de imagini

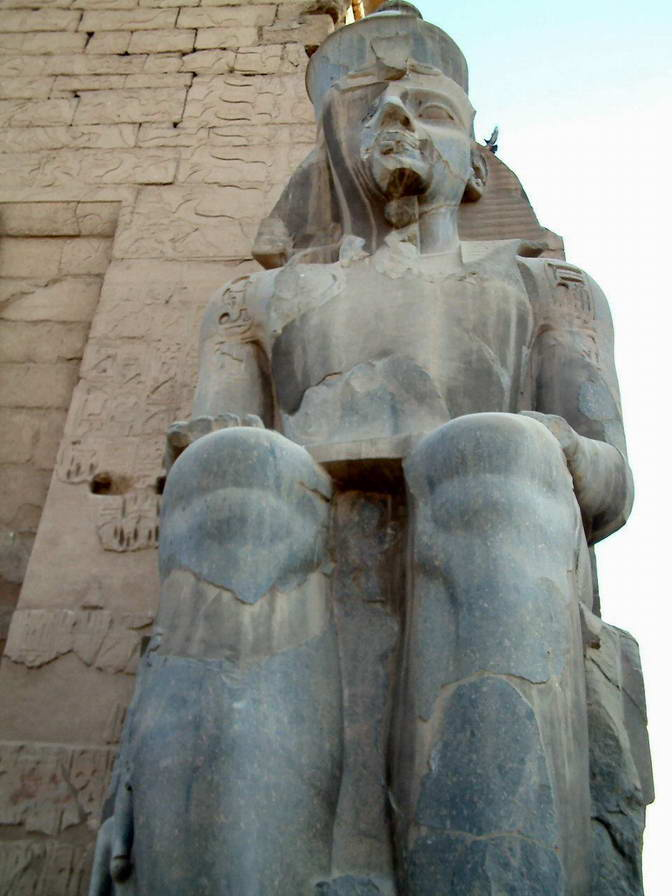
Ramses II Luxor
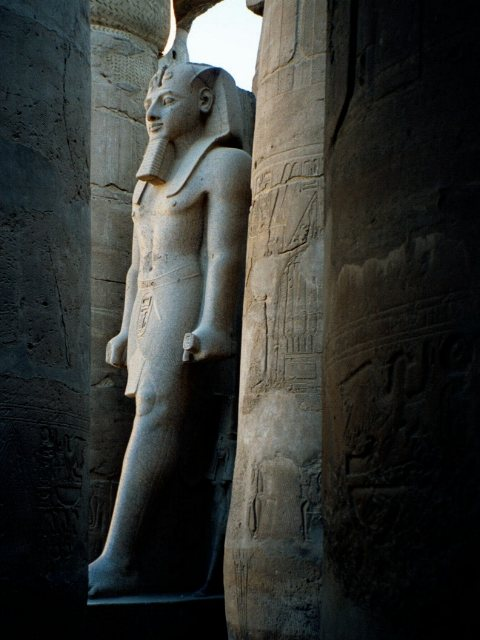
Faraon din Luxor
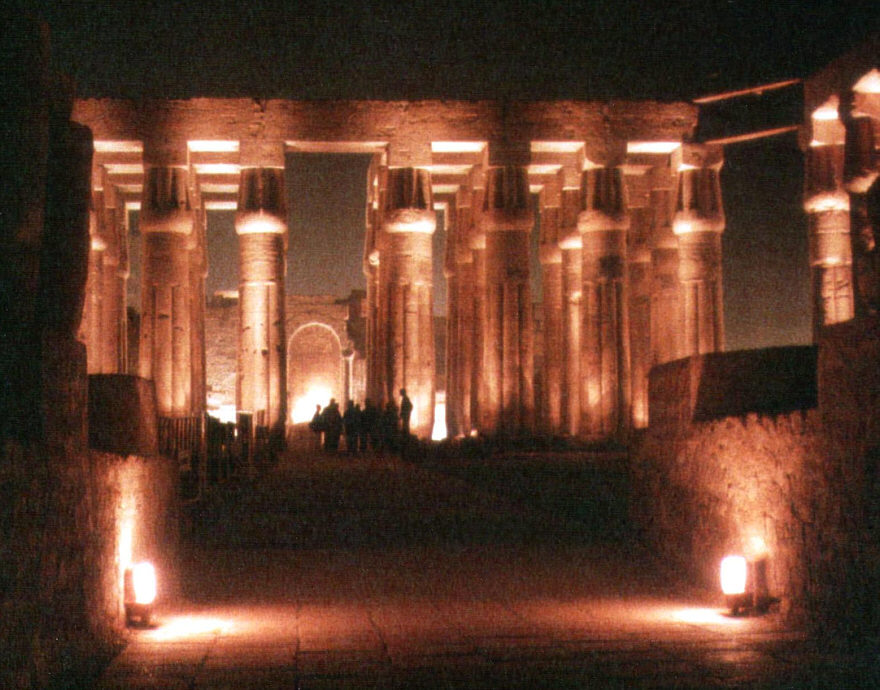
Templul Luxor noaptea
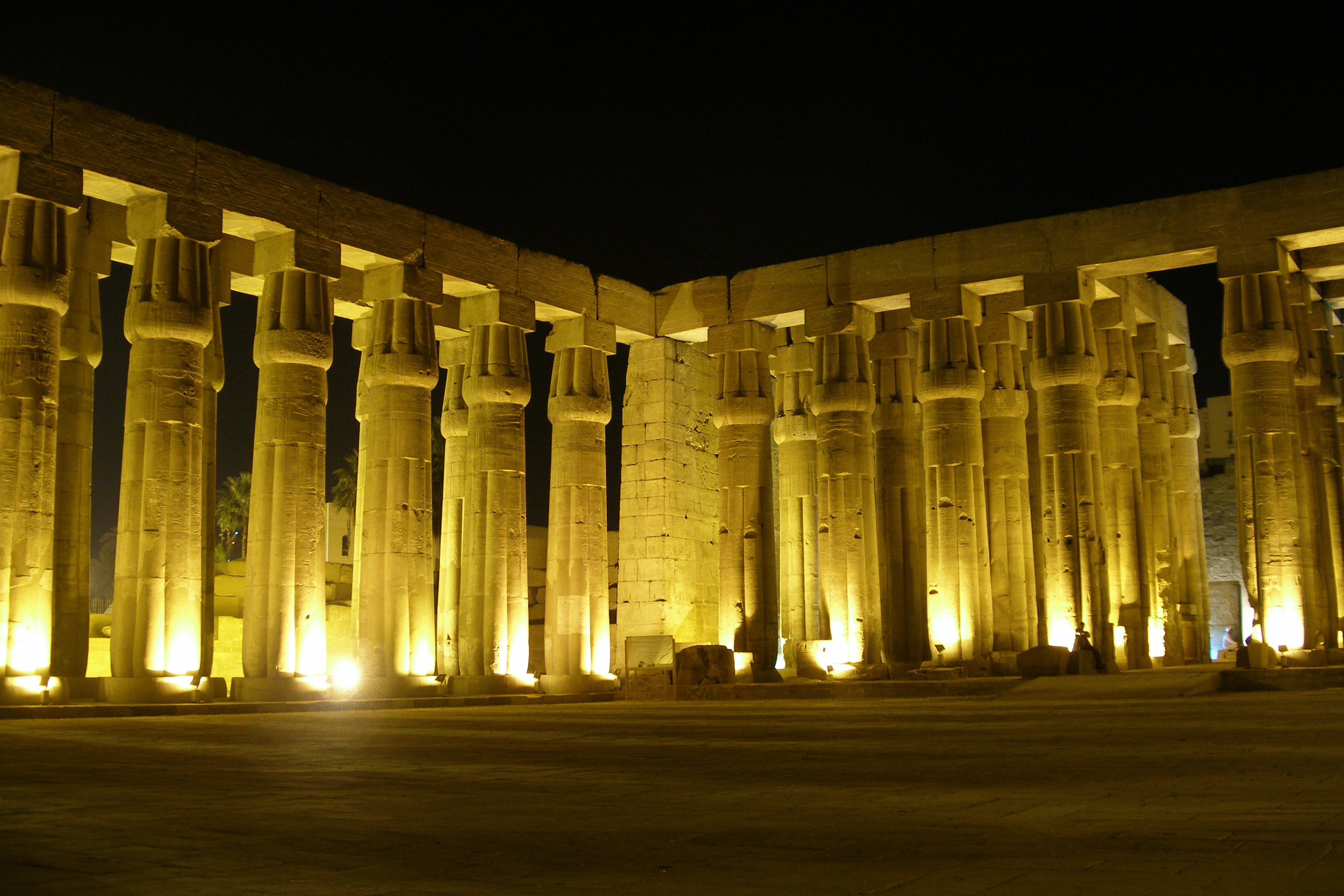
Galeria de coloane Luxor